# Toulx-Sainte-Croix
Toulx-Sainte-Croix település Franciaországban, Creuse megyében. Lakosainak száma 252 fő (2022. január 1.). Toulx-Sainte-Croix Bord-Saint-Georges, Clugnat, Lavaufranche, Malleret-Boussac, Saint-Silvain-Bas-le-Roc, Saint-Silvain-sous-Toulx és Trois-Fonds községekkel határos.

## Népesség
A település népessége az elmúlt években az alábbi módon változott:
| Lakosok száma | 570  | 435  | 361  | 303  | 281  | 266  | 263  | 254  | 250  | 252  |
|               | 1968 | 1982 | 1990 | 2006 | 2013 | 2015 | 2017 | 2019 | 2020 | 2022 |